# جاده ئی۸۵۱ اروپا
جاده ئی۸۵۱ اروپا (به انگلیسی: European route E851) یکی از جاده‌های درجه ۲ قاره اروپا است.
این جاده از شهر پتروواتس (مونته‌نگرو) شروع شده و در شهر پریشتینا (کوزوو) به پایان می‌رسد.